# Santa Cruz (Santiago)
Santa Cruz es una localidad caboverdiana del municipio de Santa Cruz.

## Geografía
La localidad está situada en la isla de Santiago.

## Organización territorial
La localidad abarca los lugares y barrios de:
- Chã de Água
- Chã de Camelo (Ribeirão Égua)
- Chã Fernandes
- Choupana
- Covinha
- Kelotulado
- Lém Cachorro
- Lém Pereira
- Loja
- Marrocos
- Monte Rebelado
- Ponta Alto
- Portalinho
- Terra Branca